# Тэппо Рэпо
Тэ́ппо Рэ́по (фин. Teppo Repo; 7 ноября 1886, Вистино, Санкт-Петербургская губерния — 6 января 1962, Хельсинки) — музыкант, народный композитор.

## Биография
Этнический ижор Фёдор Никитич Сафронов (в финских источниках приводится фамилия Александров), родился в деревне Вистино на Сойкинском полуострове, в бедной крестьянской семье. Отец Фёдора Никитича умер, когда ему было 3 года, и с детства Фёдор работал пастухом. Первые мелодии на самодельной дудочке ему показала мама, когда ему было всего 5 лет. В 1913 году в поисках работы Фёдор уехал в Финляндию, где сменил имя на Теодор Рэпо, а позднее на Тэппо Рэпо. Музыкальную карьеру начал в 1934 году. Музыкант не повторялся в своих выступлениях, его творчество было основано на импровизации.
Рэпо изготавливал свои инструменты самостоятельно, и хотя он был мультиинструменталистом, отдавал предпочтение разным видам дудочек и флейт (фин. huilu). Большинство из них были весьма простыми и вырезались из ольхи и бересты (он научился изотавливать таких дудочки у своего дяди), однако Тэппо Рэпо исполнял на них как пастушьи песенки, так и симфонические произведения Сибелиуса.

## Память
В честь Тэппо Рэпо названа финская группа «The Mystic Revelation Of Teppo Repo».